# Colla manni
Colla manni är en fjärilsart som beskrevs av William Schaus. Colla manni ingår i släktet Colla och familjen silkesspinnare. Inga underarter finns listade i Catalogue of Life.